# Brian Fagan
Brian Murray Fagan (* 1. August 1936 in England; † 1. Juli 2025) war ein Professor für Anthropologie an der University of California, Santa Barbara in den USA.

## Leben
Brian Fagan studierte Archäologie und Anthropologie am Pembroke College in Cambridge. Er forschte in Zentral- und Ostafrika und arbeitete von 1959 bis 1964 am Livingstone Museum in Sambia, dem damaligen Nordrhodesien. Anschließend leitete er das Bantu Studies Project am British Institute in Eastern Africa in Nairobi, trat aber nach einem Jahr einen Posten an der University of Illinois at Urbana-Champaign an. 1967 übernahm er die Professur für Anthropologie an der University of California, die er bis zu seiner Emeritierung innehatte. Einem breiten Publikum wurde er durch populärwissenschaftliche Bücher zur Frühgeschichte der Menschheit bekannt.
Sein Buch Before California: An Archaeologist Looks at Our Earliest Inhabitants erhielt 2004 den Book Award der Society for American Archaeology.

## Schriften (Auswahl)
- The Long Summer: How Climate Changed Civilization (2004), ISBN 0-465-02281-2, eine Bearbeitung der beiden vorher erschienenen Bücher
  - The Little Ice Age: How Climate Made History 1300–1850
  - Floods, Famines, and Emperors
- Ancient Civilizations. New York: Prentice Hall, 2002 (gemeinsam mit Chris Scarre)
- The Great Journey.
- The Adventure of Archeology, National Geographic, Washington D.C., USA 1985, ISBN 0-87044-603-7.
  - Abenteuer Archäologie. Bechtermünz, Augsburg 1998, ISBN 3-8289-0666-4.
- Time Detectives:  How Archaeologists Use Technology to Recapture the Past (1995)
- The Rape of the Nile: Tomb Robbers, Tourists, and Archaeologists in Egypt
- Africa in the Iron Age (gemeinsam mit Roland A. Oliver)
- Ancient North America. London and New York, Thames and Hudson Ltd, 1991, ISBN 0-500-27606-4 (auch deutsch: Das frühe Nordamerika. Archäologie eines Kontinents, übersetzt von Wolfgang Müller, Verlag C. H. Beck München 1993, ISBN 3-406-37245-7)
- Before California: An Archaeologist Looks at Our Earliest Inhabitants.
- mit Nadia Durrani: Was im Bett geschah. Eine horizontale Geschichte der Menschheit. Aus dem Englischen von Holger Hanowell. Philipp Reclam jun., Ditzingen 2022, ISBN 978-3-15-011373-8.